# کازوکی اویوا
کازوکی اویوا (انگلیسی: Kazuki Oiwa؛ زادهٔ ۱۷ اوت ۱۹۸۹) بازیکن فوتبال اهل ژاپن است.
از باشگاه‌هایی که در آن بازی کرده‌است می‌توان به باشگاه فوتبال جف یونایتد ایچیهارا چیبا اشاره کرد.